# Unín (Slowakei)
Unín (deutsch Unin, ungarisch Nagyúny – bis 1907 Unin) ist eine Gemeinde im Westen der Slowakei mit 1168 Einwohnern (Stand 31. Dezember 2024), die zum Okres Skalica, einem Kreis des Trnavský kraj gehört und in der traditionellen Landschaft Záhorie liegt.

## Geographie

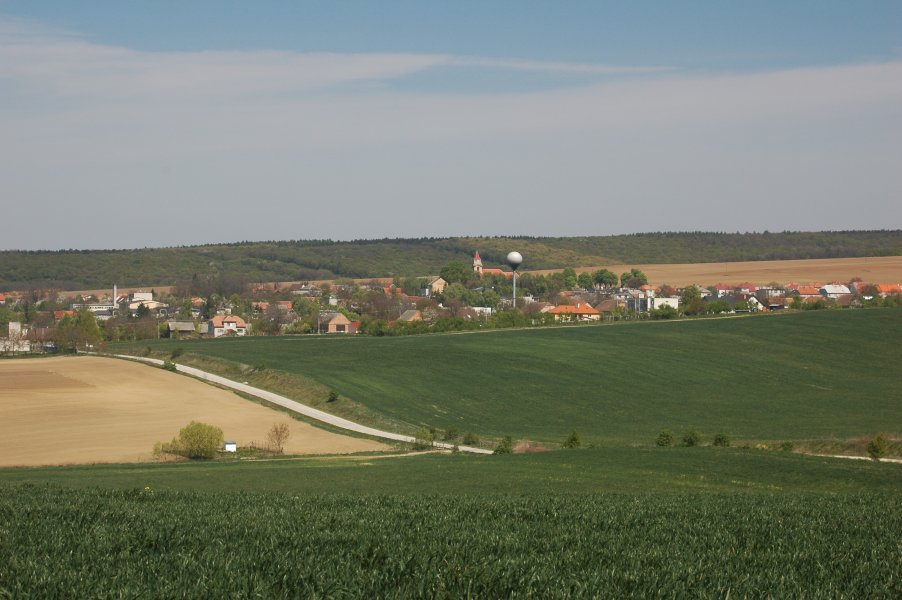
Blick auf das Dorf und umliegende Landschaft

Die Gemeinde befindet sich im Hügelland Chvojnická pahorkatina abseits der Hauptstraßen. Das 22,7 km² große Gemeindegebiet ist mehrheitlich von der Braunerde sowie braunen Waldböden bedeckt und ist intensiv landwirtschaftlich genutzt. Die Höhe variiert von 215 m n.m. bis 434 m n.m. (Berg Zámčisko). Das Ortszentrum liegt auf einer Höhe von 269 m n.m. und ist 12 Kilometer von Holíč sowie 18 Kilometer von Skalica entfernt.

## Geschichte
Auf dem Berg Zámčisko befand sich in der älteren Bronzezeit eine Burgstätte, das von den Völkern der Maďarovce-Kultur, der Hügelgräberkultur und weiteren bis zur Zeit des Großmährens im 9. Jahrhundert.
Unín selbst wurde zum ersten Mal 1392 in einer Donationsurkunde als Wny schriftlich erwähnt, als das Herrschaftsgut Holíč an Stibor von Stiborice geschenkt wurde. 1439 wurde Unín von den Hussiten ausgeplündert, war dennoch im Mittelalter ein stark bewohntes Dorf. 1554 kam es zur Teilung des Herrschaftsguts zwischen den Familien Bakics und Czobor, wobei die zweite das Dorf besaß. 1663 plünderte ein türkisches Heer das Dorf.
1828 sind 213 Häuser und 1242 Einwohner verzeichnet. Die Einwohner waren in Landwirtschaft, Weinbau sowie Schafzucht beschäftigt. Der Kaiser Franz Joseph I. besuchte Unín im Jahr 1902 im Rahmen einer allungarischen Militärübung.
Bis 1918 gehörte der im Komitat Neutra liegende Ort zum Königreich Ungarn und kam danach zur Tschechoslowakei bzw. heute Slowakei.

## Bevölkerung
| Jahr                | 1994 | 2004    | 2014    | 2024    |
| ------------------- | ---- | ------- | ------- | ------- |
| Anzahl der Personen | 1149 | 1180    | 1240    | 1168    |
| Unterschied         |      | +2,69 % | +5,08 % | −5,80 % |

| Jahr                | 2023 | 2024    |
| ------------------- | ---- | ------- |
| Anzahl der Personen | 1180 | 1168    |
| Unterschied         |      | −1,01 % |

Ergebnisse nach der Volkszählung 2001 (1164 Einwohner):
| Nach Ethnie: - 99,05 % Slowaken - 0,54 % Tschechen - 0,34 % Ukrainer | Nach Konfession: - 92,44 % römisch-katholisch - 5,24 % konfessionslos - 1,72 % keine Angabe - 0,34 % orthodox |

## Bauwerke
- römisch-katholische Kirche aus dem 14. Jahrhundert, heute barock gestaltet
- Kapelle aus dem Jahr 1793